# Romunija na Svetovnem prvenstvu v hokeju na ledu 2009
Romunija na Svetovnem prvenstvu v hokeju na ledu 2009 D1, ki je potekalo med 11. in 17. aprilom 2009 v poljskem mestu Torunu. V elitno skupino svetovnega hokeja je vodilo prvo mesto na turnirju. 

## Postava
- Selektor: Thomas Skinner (pomočnika: Marius Gliga in Gabor Prakab)
- Vratarji: Istvan Cergo, Szabolcs Molnar, Gellert Ruczuj
- Branilci: Istvan Antal, Attila David, Endre Kosa, Nicusor Lusneac, Szabolcs Molnar, Csaba Nagy, Szabolcs Papp, Istvan Sprencz, Szabolcs Tanko
- Napadalci: Tibor Basilidesz, Tihamer Becze, Otto Biro, Csanad Fodor, Mihail Georgescu, Catalin Geru, Attila Imecs, Ervin Modovan, Zsolt Molnar, Leonard Pascaru, Levente Peter, Robert Peter, Szabolcs Szocs, Ciprian Tapu, Csanad Virag, Levente Zsok

## Tekme
| 11. april 2009 | Romunija | 0 - 11 | Italija | Torun Arena, Torun |

| Poročilo tekme | Poročilo tekme | Poročilo tekme         | Poročilo tekme | Poročilo tekme                         |
| -------------- | -------------- | ---------------------- | --- | -------------------------------------- |
| Začetek: 16:30 |                | ( 0 - 5, 0 - 4, 0 - 2) | Parco (Iannone, Johnson) PP1 02:05 Ansoldi (Fontanive) PP1 09:12 de Bettin (Souza) 09:48 Margoni (Iori) 11:23 Ramoser (Ansoldi) 11:56 Zisser (Johnson, Iannone) 27:44 Iannone (Ansoldi, Ramoser) PP1 30:51 Ramoser (Fontanive, Ansoldi) 37:20 Zisser (Marchetti) PP1 38:15 Parco (Iannone, Zisser) 47:44 Souza (Felicetti, de Bettin) 49:59 | Gledalci: 400 Sodnik: Morgan Johansson |

| 13. april 2009 | Poljska | 7 - 0 | Romunija | Torun Arena, Torun |

| Poročilo tekme | Poročilo tekme | Poročilo tekme         | Poročilo tekme | Poročilo tekme                       |
| -------------- | --- | ---------------------- | -------------- | ------------------------------------ |
| Začetek: 20:00 | Lopuski (Proszkiewicz, Zapala) 02:06 Kolusz (Laszkiewicz, Borzecki) PP1 17:18 Kolusz (Laszkiewicz, Borzecki) PP1 31:06 Kolusz (Laszkiewicz, Borzecki) PP1 33:59 Lopuski (Proszkiewicz) 35:49 Kowalowka (Noworyta) 37:11 Malasinski (Kowalowka) SH1 55:14 | ( 2 - 0, 4 - 0, 1 - 0) |                | Gledalci: 2610 Sodnik: Eduards Odins |

| 14. april 2009 | Romunija | 0 - 8 | Združeno kraljestvo | Torun Arena, Torun |

| Poročilo tekme | Poročilo tekme | Poročilo tekme         | Poročilo tekme | Poročilo tekme                        |
| -------------- | -------------- | ---------------------- | --- | ------------------------------------- |
| Začetek: 16:30 |                | ( 0 - 0, 0 - 3, 0 - 5) | Chambers (Weaver) PP1 23:30 Weaver (Phillips, Chambers) 30:42 Shields (Myers, Cowley) 39:16 Myers (Shields, Cowley) 44:11 Phillips (Cowley, Myers) SH1 50:12 O'Connor (Chambers, Longstaff) 52:24 Clarke (Chambers, Weaver) PP1 58:47 Clarke (Owen, Tait) 59:23 | Gledalci: 530 Sodnik: Martin Reichert |

| 16. april 2009 | Ukrajina | 7 - 0 | Romunija | Torun Arena, Torun |

| Poročilo tekme | Poročilo tekme | Poročilo tekme         | Poročilo tekme | Poročilo tekme                        |
| -------------- | --- | ---------------------- | -------------- | ------------------------------------- |
| Začetek: 16:30 | Timčenko (Jakušin) 02:40 Gnidenko (Šafarenko) 05:41 Cirul (Gnidenko, Blagoi) 31:33 Miknov (Klimentijev, Navarenko) 36:53 Klimentijev (Navarenko, Varlamov) SH1 39:50 Šafarenko (Gnidenko, Gunko) 46:29 Karčenko (Djačenko) 55:56 | ( 2 - 0, 3 - 0, 2 - 0) |                | Gledalci: 450 Sodnik: Martin Reichert |

| 17. april 2009 | Nizozemska | 5 - 1 | Romunija | Torun Arena, Torun |

| Poročilo tekme | Poročilo tekme | Poročilo tekme         | Poročilo tekme                 | Poročilo tekme                      |
| -------------- | --- | ---------------------- | ------------------------------ | ----------------------------------- |
| Začetek: 13:00 | Demelinne (Willemse) PP1 18:10 Willemse (Schaafsma, Korthuis) PP2 32:41 Schaafsma (Tummers) PP1 33:32 Schaafsma (Korthuis) 46:51 Korthuis (Willemse, Schaafsma) SH1 49:51 | ( 1 - 0, 2 - 0, 2 - 1) | Becze (Georgescu, Tanko) 48:50 | Gledalci: 405 Sodnik: Eduards Odins |

## Seznam reprezentantov s statistiko

### Vratarji
| #  | Igralec         | OT | OMIN | PG | PGT  | KM | PPPG | PSHG |
| 29 | Istvan Cergo    | 5  | 102  | 13 | 7,66 | 0  | 3    | 2    |
| 30 | Szabolcs Molnar | 5  | 198  | 25 | 7,57 | 0  | 9    | 2    |
| -- | --------------- | -- | ---- | -- | ---- | -- | ---- | ---- |

### Drsalci
| #  | Igralec          | OT | DG | DA | TOČ | DGT | DAT | DPPG | DPPGT | DSHG | DSHGT | KM |
| 2  | Istvan Sprencz   | 5  | 0  | 0  | 0   | 0   | 0   | 0    | 0     | 0    | 0     | 8  |
| 3  | Szabolcs Molnar  | 5  | 0  | 0  | 0   | 0   | 0   | 0    | 0     | 0    | 0     | 10 |
| 4  | Attila David     | 5  | 0  | 0  | 0   | 0   | 0   | 0    | 0     | 0    | 0     | 0  |
| 6  | Tihamer Becze    | 5  | 1  | 0  | 0   | 0,2 | 0   | 0    | 0     | 0    | 0     | 0  |
| 7  | Csanad Virag     | 5  | 0  | 0  | 0   | 0   | 0   | 0    | 0     | 0    | 0     | 22 |
| 9  | Catalin Geru     | 5  | 0  | 0  | 0   | 0   | 0   | 0    | 0     | 0    | 0     | 6  |
| 10 | Istvan Antal     | 1  | 0  | 0  | 0   | 0   | 0   | 0    | 0     | 0    | 0     | 0  |
| 12 | Ciprian Tapu     | 5  | 0  | 0  | 0   | 0   | 0   | 0    | 0     | 0    | 0     | 2  |
| 13 | Leonard Pascaru  | 5  | 0  | 0  | 0   | 0   | 0   | 0    | 0     | 0    | 0     | 0  |
| 14 | Mihail Georgescu | 5  | 0  | 1  | 1   | 0   | 0,2 | 0    | 0     | 0    | 0     | 2  |
| 15 | Levente Zsok     | 5  | 0  | 0  | 0   | 0   | 0   | 0    | 0     | 0    | 0     | 4  |
| 16 | Szabolcs Tanko   | 5  | 0  | 1  | 1   | 0   | 0,2 | 0    | 0     | 0    | 0     | 4  |
| 18 | Endre Kosa       | 5  | 0  | 0  | 0   | 0   | 0   | 0    | 0     | 0    | 0     | 8  |
| 23 | Ervin Moldovan   | 5  | 0  | 0  | 0   | 0   | 0   | 0    | 0     | 0    | 0     | 6  |
| 24 | Zsolt Molnar     | 5  | 0  | 0  | 0   | 0   | 0   | 0    | 0     | 0    | 0     | 2  |
| 25 | Csaba Nagy       | 5  | 0  | 0  | 0   | 0   | 0   | 0    | 0     | 0    | 0     | 2  |
| 26 | Attila Imecs     | 5  | 0  | 0  | 0   | 0   | 0   | 0    | 0     | 0    | 0     | 0  |
| 27 | Szabolcs Szocs   | 5  | 0  | 0  | 0   | 0   | 0   | 0    | 0     | 0    | 0     | 8  |
| 28 | Szabolcs Papp    | 5  | 0  | 0  | 0   | 0   | 0   | 0    | 0     | 0    | 0     | 12 |
| -- | ---------------- | -- | -- | -- | --- | --- | --- | ---- | ----- | ---- | ----- | -- |